# Awtandil Maisuradse
Awtandil Maisuradse, georgisch ავთანდილ მაისურაძე, russisch Автандил Майсурадзе (* 27. Juni 1955; † 13. Juli 2025) war ein sowjetischer Ringer georgischer Herkunft.

## Werdegang
Awtandil Maisuradse war ein junger georgischer Ringer, der Mitte der 1970er Jahre zu einem hervorragenden Superschwergewichtler (damals über 100 kg Körpergewicht) herangewachsen war. Er wurde Mitglied von Dinamo Tiflis und rang ausschließlich im griechisch-römischen Stil.
1975 wurde er bei der Junioren-Weltmeisterschaft in Chaskowo im Superschwergewicht eingesetzt und gewann dort den Weltmeistertitel vor Henryk Tomanek aus Polen und dem Bulgaren Borisow. In den folgenden Jahren wurde er vom sowjetischen Ringerverband stark gefördert und bei verschiedenen internationalen Turnieren eingesetzt, wo er immer gut abschnitt. 1978 startete er dann erstmals bei einer internationalen Meisterschaft bei den Senioren, der Europameisterschaft in Sofia. Er konnte dort aber nicht voll überzeugen und unterlag gegen Alexandar Tomow, den mehrfachen bulgarischen Weltmeister, und gegen Roman Codreanu aus Rumänien und kam mit nur einem Sieg über den Polen Zygmunt Andrecki nur auf den 5. Platz.
In den folgenden Jahren kam er zunächst zu keinen Einsätzen bei internationalen Meisterschaften mehr. Der Grund dafür war ganz einfach die ungemein starke Konkurrenz, die er in der Sowjetunion in seiner Gewichtsklasse hatte. So belegte er z. B. bei der sowjetischen Meisterschaft 1978 hinter Oleksandr Koltschynskyj, einem mehrfachen Weltmeister, den 2. Platz, kam aber bei der Spartakiade der UdSSR 1979 im Superschwergewicht hinter Oleksandr Koltschynskyj, dem als Gast startenden Bulgaren Nikola Dinew, Jewgeni Artjuchin und Anatoli Selenko nur auf den 5. Platz.
Im Jahre 1982 wurde er aber dann doch noch bei der Weltmeisterschaft in Kattowitz eingesetzt. Er erreichte aber auch dort keinen Medaillengewinn und landete auf dem 4. Platz. Danach erhielt er keinen Einsatz bei einer internationalen Meisterschaft mehr. Awtandil Maisuradse, der auch mehrmals beim Großen Preis der Bundesrepublik Deutschland in Aschaffenburg am Start war, war ein sehr athletischer Typ und wog nur knapp 120 kg. Mit diesem Gewicht konnte er gegen solche Kolosse wie dem Rumänen Roman Codreanu, der ca. 160 kg wog, kaum etwas ausrichten. Später, als im Superschwergewicht eine Gewichtsbeschränkung von 130 kg eingeführt worden war, wurde er nicht mehr eingesetzt bzw. war nicht mehr aktiv.
1983 errang er noch zwei Mal Gold – bei den UdSSR-Meisterschaften und bei der Spartakiade.

## Internationale Erfolge
| Jahr | Platz | Wettbewerb                            | Gewichtsklasse | |
| ---- | ----- | ------------------------------------- | -------------- | --- |
| 1975 | 1.    | Junioren-WM (Espoirs) in Haskovo      | Superschwer    | vor Henryk Tomanek, Polen u. Borisow, Bulgarien                                                                                  |
| 1976 | 2.    | Klippan-Turnier                       | Superschwer    | hinter Alexandar Tomow, Bulgarien, vor Richard Wolff, BRD                                                                        |
| 1977 | 2.    | Großer Preis der BRD in Aschaffenburg | Superschwer    | hinter Victor Dolipschi, Rumänien, vor Zygmunt Andrecki, Polen u. Einar Gundersen, Norwegen                                      |
| 1978 | 1.    | Klippan-Turnier                       | Superschwer    | vor Rangel Gerowski, Bulgarien u. Arne Robertsson, Schweden                                                                      |
| 1978 | 1.    | Großer Preis der BRD in Aschaffenburg | Superschwer    | vor Victor Dolipschi, Rangel Gerowski u. Prvoslav Ilić, Jugoslawien                                                              |
| 1978 | 5.    | EM in Sofia                           | Superschwer    | nach einer Niederlage gegen Alexandar Tomow, einem Sieg über Zygmunt Andrecki u. einer Niederlage gegen Roman Codreanu, Rumänien |
| 1979 | 5.    | Spartakiade der UdSSR                 | Superschwer    | hinter Oleksandr Koltschynskyj, UdSSR, Nikola Dinew, Bulgarien, Ewgeni Artjuchin u. Anatoli Selenkin, bde. UdSSR                 |
| 1982 | 4.    | WM in Kattowitz                       | Superschwer    | hinter Nikola Dinew, Refik Memišević, Jugoslawien u. Cándido Mesa, Kuba, vor William Lee, USA u. János Rovnyai, Ungarn           |

Anm.: alle Wettbewerbe im griechisch-römischen Stil, WM = Weltmeisterschaft, EM = Europameisterschaft, Superschwergewicht, über 100 kg Körpergewicht

## Filmrollen
1986 und 1987 übernahm Maisuradse Nebenrollen in zwei Filmen.